# Markéta Světlíková
Markéta Světlíková, née le 16 janvier 1955 à Kolín, est une actrice tchèque de théâtre et de cinéma.

## Biographie
Née le 16 janvier 1955 à Kolín, son père est le traducteur et écrivain Eduard Světlík. 
À l'âge de seize ans, elle est sélectionnée au casting du film Metráček, dans lequel elle incarne le personnage principal Jitka Pažoutová, surnommée « Metráček » en raison de son surpoids. Elle est confrontée au ridicule et à l'intimidation de ses pairs en raison de son poids,. 
Après ce rôle, elle joue dans plusieurs autres films, tels que Holka na zabití, Parta hic et Le Neuvième Cœur (Deváté srdce).
Diplômée du Conservatoire de Prague, elle travaille aussi dans les théâtres de Hradec Králové, Příbram, Kolín et au Semafor de Prague. Dans les années 1990, elle fonde le Théâtre pour enfants de Malá Strana à Prague. Elle met en scène plusieurs pièces de théâtre et commence à se consacrer à la recherche de jeunes acteurs,. 
En 1997, elle est diplômée de la Faculté de théâtre de l'Académie des arts du spectacle de Prague, avec une spécialisation en théâtre éducatif, et commence à travailler comme enseignante.
Son fils Petr Světlík est également acteur.

## Filmographie partielle
- 1971 : Metráček
- 1971 : Kamarádi
- 1975 : Holka na zabití
- 1976 : Parta hic
- 1976 : Den pro mou lásku
- 1988 : Kam, pánové, kam jdete? (cs)
- 1989 : Čas sluhů (cs)
- 1990 : Le Neuvième Cœur (Deváté srdce)
- 1999 : Dámě kord nesluší?

## Crédit d'auteurs
- (cs) Cet article est partiellement ou en totalité issu de l’article de Wikipédia en tchèque intitulé « Markéta Světlíková » (voir la liste des auteurs).